# Beth Gazo

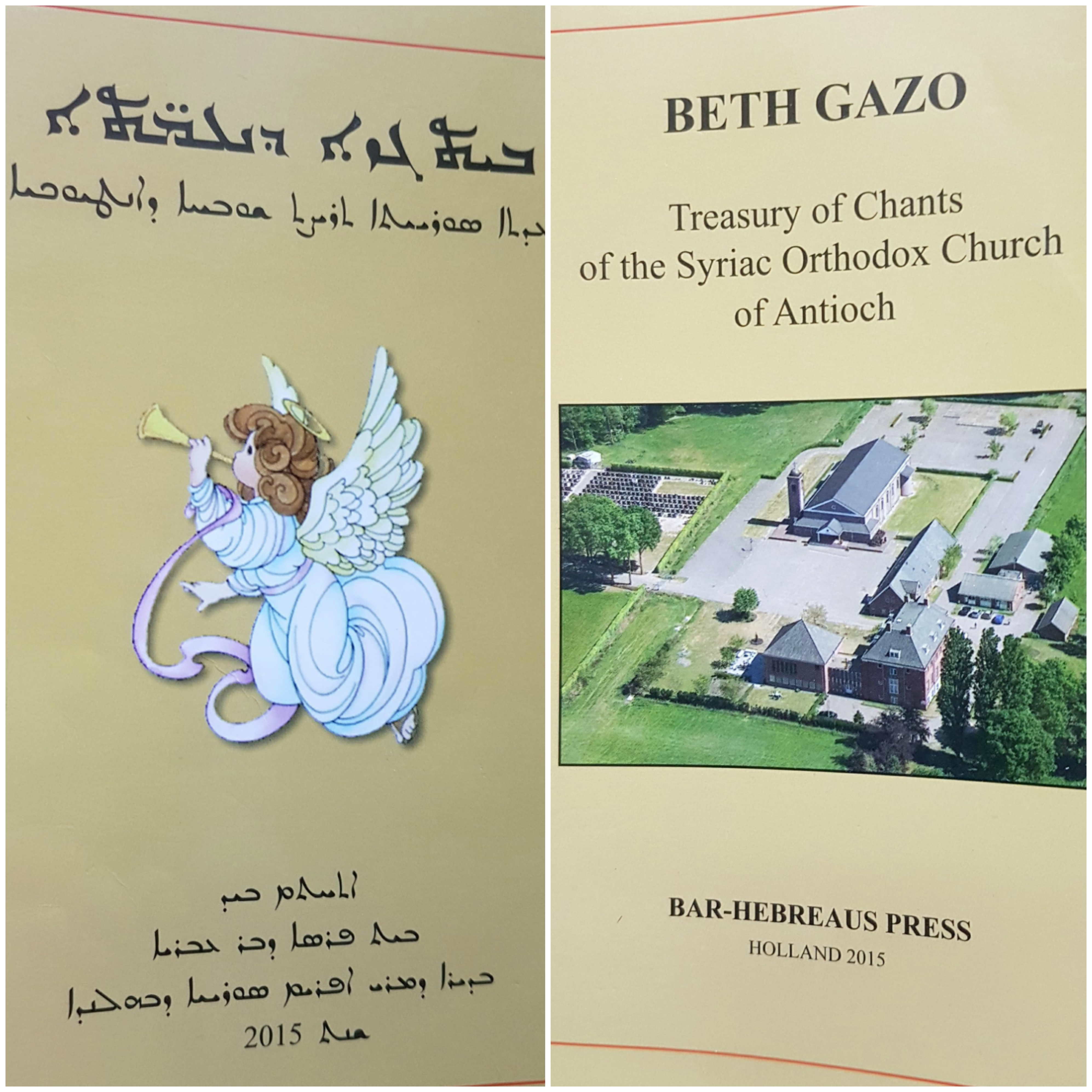
Beṯ gázo dneʻmóṯo.

Beth Gazo (ܒܶܝܬ̥ ܓܰܙܳܐ bokstavligen "Skattens hus") är en syrisk-ortodox liturgisk bok som innehåller en samling av syrisk-ortodox sånger och melodier. Boken anses vara en hänvisning till syrisk-ortodox hymnodi och utan den kan präster som hör till den Syrisk-ortodoxa kyrkan inte utföra sina liturgiska plikter. Det finns moderna varianter av denna bok med olika namn som: beṯ gázo dqinóṯo (ܒܝܬ ܓܙܐ ܕܩܝܢ̈ܬܐ), beṯ gázo dzimróṯo (ܒܝܬ ܓܙܐ ܕܙܡܪ̈ܬܐ) och beṯ gázo dneʻmóṯo (ܒܝܬ ܓܙܐ ܕܢܥܡ̈ܬܐ).

## Historia
Uppkomsten av Beth Gazo kan spåras tillbaka till de tidiga århundradena av kristendomen som går så långt som Bardaisan (154–222 e.Kr.). Men majoriteten av psalmerna tillskrivs Efraim syriern.